# Séverine Werbrouck
Pour les articles homonymes, voir Werbrouck.
Séverine Werbrouck, née le 31 octobre 1970 à Pau (Pyrénées-Atlantiques), est une femme politique française.
Membre du Rassemblement national, dont elle est déléguée départementale en Charente-Maritime, elle siège depuis 2024 comme députée européenne, après l'élection de Sylvie Josserand à l'Assemblée nationale.

## Biographie
Née à Pau, elle s’installe en Charente-Maritime avec ses parents à Pons, et passe son baccalauréat à Jonzac. Après deux années en faculté AES, elle rejoint l’île d'Oléron, où elle crée une entreprise avec son conjoint. Militante et candidate à plusieurs élections locales, elle est nommée en 2015 déléguée départementale du Rassemblement national de Charente-Maritime.
Elle est élue conseillère municipale lors d'une élection municipale partielle à Saint-Pierre-d’Oléron en 2018. Élue conseillère régionale de Nouvelle-Aquitaine en 2015, elle est réélue en 2021.
Elle figure en trente-deuxième position sur la liste du Rassemblement national menée par Jordan Bardella lors des élections européennes de 2024 en France. Bien qu'initialement parmi les premiers non élus, elle hérite du siège de Sylvie Josserand, élue aux élections législatives faisant suite à la dissolution parlementaire décidée par Emmanuel Macron.
Elles est mariée avec le député RN élu à la même occasion dans la quatrième circonscription de la Charente-Maritime, Pascal Markowsky.

## Controverses

### Cumul illicite de mandat
Après son élection comme députée européenne, Séverine Werbrouck continue de percevoir son indemnité de conseillère régionale de Nouvelle-Aquitaine pendant six mois. Elle est sommée en mars 2025 de rembourser 10 624 € à la région.

### Commandes à son entreprise avec de l'argent public
En juin 2025, le journal Les Jours révèle que l'époux de Séverine Werbrouck, Pascal Markowsky, et elle-même se rémunèrent avec une entreprise d'impression dont ils sont propriétaires et à laquelle le député passe des commandes avec l'argent public lié à son mandat. Le montant des marges réalisés par l'entreprise est de plus de 40 000 euros.